# Tagma
|  | Per a altres significats, vegeu «Tagma (unitat militar)». |

Els tagmes d'un trilobit: cèfalon, tòrax i pigidi

En biologia dels invertebrats, un tagma és una agrupació especialitzada de segments dels artròpodes, com ara el cap, el tòrax i l'abdomen amb una funció comuna. Els segments d'un tagma poden estar fixes o presentar mobilitat entre elles.
Les divisions del tagma varien entre els tàxons. Per exemple, en els trilobits els tagmes són cèfalon (cap), tòrax (cos), i pigidi (cua), mentre que en hexàpodes, aquestes mateixes divisions es diuen cap, tòrax i l'abdomen. El cos de les aranyes i alguns crustacis es divideix en dos tagmes: el cefalotòrax i l'opistosoma (aranyes) o en l'abdomen (crustacis).
El procés evolutiu crea els tagmes per la fusió i modificació dels segments s'anomena tagmosi, que és una forma extrema de l'heteronomia, per mitjà dels gens Hox i altres gens de desenvolupament que influeixen en ella.